# Вимуттимагга
Вимуттимагга (пали Vimuttimagga, санскр. Vimuktimaarga^saastra, Chieh-t’o-tao-lun (кит.), Rnam par grol ba’i (тиб.), буквально «Путь освобождения») — буддийское руководство по медитативной практике, автором которого считается архат Упатисса (I в. н. э.). Путь в нём разделяется на три стадии: добродетели, сосредоточения и мудрости, прохождение которых ведёт к освобождению. Предположительно, Вимуттимагга служила моделью для «Висуддхимагги» Буддхагхоши.
Вимуттимагга не сохранилась в современной традиции тхеравады. Её текст сохранился только в китайском переводе (оригинальная рукопись была привезена в Китай через Фунань в начале VI в. н. э.).
Предположительно Вимуттимагга была написана в первом веке нашей эры. На Шри Ланке это век стычек между различными общинами (никаями), век прерывания линий преемственности учителей, а также век засухи, во время которой монахи решили записать палийский канон. Это также век распространения новых веяний из Индии, противоречащих ранее привнесённому канону.
В то время на Шри Ланке было несколько никай (общин с собственной версией Винаи) — Махавихара, Абхаягиривихара, Джетаванавихара и Даккхинавихара. Абхаягиривихара была центром буддийской учености, известным далеко за пределами Шри Ланки. В дальнейшем Абхаягиривихара восприняла влияние индийской Ветуллы (санскр. Вайтулья, Вайпулья — под этим названием обычно имеются в виду произведения махаяны), и в связи с соперничеством с Махавихарой разгорелись взаимные интриги и заговоры. В отличие от Индии, на Шри Ланке в итоге возобладала трактовка, представленная Махавихарой. От остальных никай ничего не осталось, кроме архитектурных сооружений, и об их учениях практически ничего не известно. В XII веке Абхаягиривихара была насильственно объединена с Махавихарой, и существование этой традиции тхеравады было прервано.
К пятому веку разрыв между цейлонским и индийским буддизмом увеличился, и на Шри Ланке появилась необходимость возрождения полного корпуса текстов на языке пали. Эту задачу выполнил Буддхагхоса. Он перевёл и скомпилировал комментарии на старосингальском языке на язык пали, дополнив их собственной трактовкой в виде Висуддхимагги — «матери всех комментариев».
Буддхагхоса ни разу не упоминает в своих работах Вимуттимаггу, но по свидетельствам последующих комментаторов, он опирался на неё при составлении Висуддхимагги. Близкое сходство между двумя этими работами очевидно. Вимуттимагга, так же как и Висуддхимагга, состоит из трёх частей, в соответствии традиционной классификацией буддийского пути — нравственность (siila), сосредоточение (samadhi) и мудрость (panna). В отличие от более схоластичной Висуддхимагги, Вимуттимагга посвящена в основном буддийской практике, кроме того, она значительно меньше по объёму, чем Висуддхимагга.
Вимуттимагга даёт возможность узнать, какой была система практики и философии до Буддагхосы. Система практики по Вимуттимагге (например, джханы), зачастую точнее соответствует суттам, чем в Висуддхимагге. Поэтому она служит ценным источником знаний о ранней буддийской практике.
Кроме этого, в современной историографии распространено мнение о связи Вимуттимагги с малоизученной традицией йогавачары — «эзотерической тхеравады», не подпавшей под реформы Буддхагхосы и отчасти сохраняющуюся по сегодняшний день в Юго-Восточной Азии, в частности, в Таиланде и Камбодже. В традиции йогавачары, наряду с классическими практиками тхеравады, заметно наслоение ритуальных элементов, например, разложение на символические слоги слова «арахам», используются нечто вроде энергетических центров и каналов. Однако в последнее было высказано мнение о том, что распространённая в историографии точка зрения о связи Вимуттимагги как с традицией монастыря Абхаягиривихара, так и с традицией йогавачара (и, таким образом, при посредстве Вимуттимагги, о связи Абхаягиривихары с традицией йогавачара) не может быть принята однозначно на основе имеющихся в настоящее время данных [5].
Традиция, зафиксированная в Вимуттимаге, сохранялась в Индии вплоть до средних веков, о чём свидетельствует обширное цитирование Вимуттимагги в сочинении Самскртасамскртавинишчая североиндийского автора 12 в. Дасабалашримитры. Эта работа, как и третья глава Вимуттимагги (Дхутанга-нирдеша), сохранились в тибетском переводе.